# Monumento a Colombo (New York)

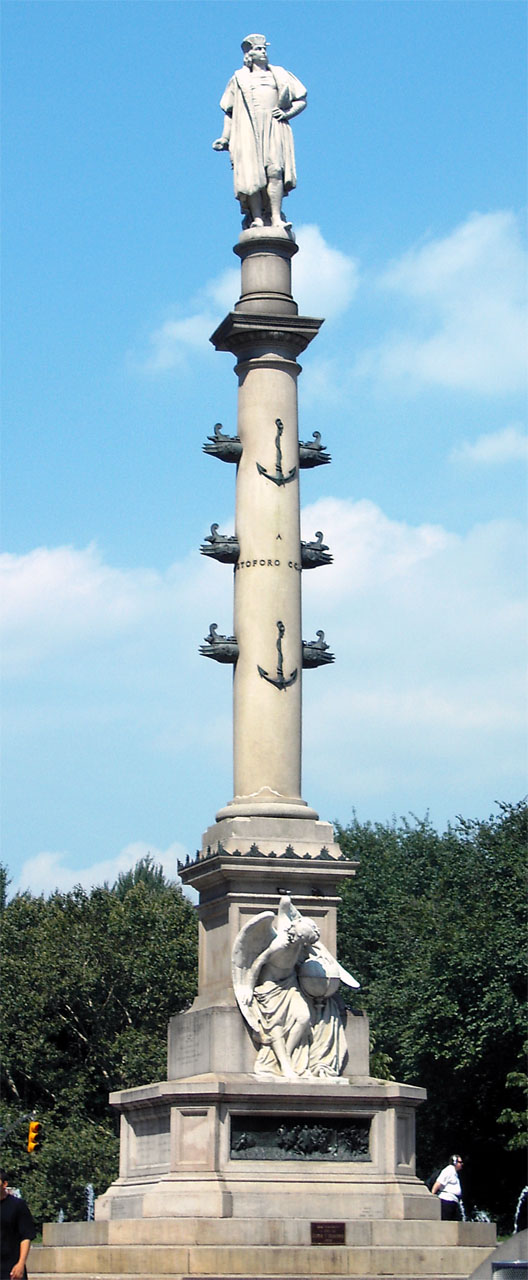
Il monumento

Il Monumento a Cristoforo Colombo (in inglese: Columbus Monument) è una statua in onore di Cristoforo Colombo (Christopher Columbus in inglese) che si trova a Columbus Circle nel distretti di Manhattan della città di New York negli Stati Uniti.
Il 19 settembre 2023, il Presidente del Consiglio dei ministri della Repubblica Italiana, Giorgia Meloni, ha visitato il monumento e ha deposto una corona in onore di Colombo.